# Guittone d'Arezzo

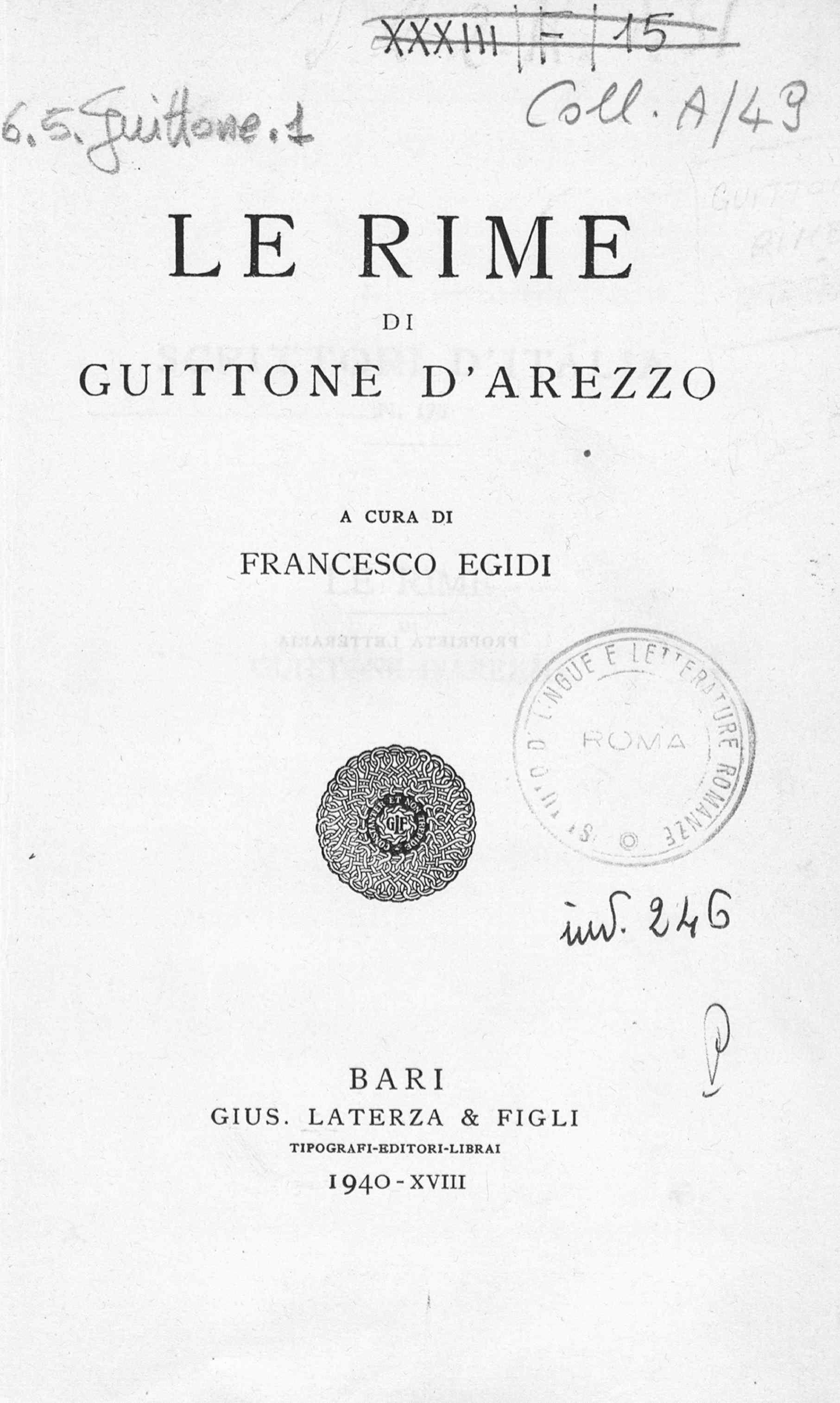
Rime

Guittone d'Arezzo, también conocido como Guittone del Viva (Arezzo, 1235-1294) fue un escritor y poeta italiano, hijo de Viva de Michelle, un partidario apasionado de la facción güelfa, y que luego —amargado por fuertes fracasos— entró en la orden religiosa de los Cavalieri con la idea de ayudar a la pacificación entre ambos bandos. 
Su empeño fue profundo, como lo revelan sus cartas sentenciosas y moralistas, que resultan de importancia porque representan el primer epistolario escrito en lengua vulgar, con propósitos literarios.
Guittone es recordado por su rico cancionero, un corpus de 50 canciones y 251 sonetos que reúnen rimas de amor y canciones políticas. Es célebre su lamento por la batalla de Montaperti (1260), en la cual las tropas de Siena, aliadas con los gibelinos exiliados de Florencia y dirigidas por Farinata de Uberti , derrotaron a los güelfos florentinos. 
Guittone prefería el estilo oscuro del trobar clus, tradicionalmente ligado a la poesía moralizante, y creó un modelo de canción de amor amplio en el ritmo y en el desarrollo conceptual. Produjo además los primeros ejemplos de canción política civil, y promovió la moralización y cristianización de la temática amorosa introduciendo en la misma poesía cultura y rigor moral. 